# Айше-хатун (жена Кылыч-Арслана I)
Айше-хатун (тур. Ayişe Hatun, Ayşe Hatun) — жена сельджукского султана Кылыч-Арслана I и мать как минимум двух его детей: Тогрул-Арслана и Сейиде-хатун. После смерти мужа помогла сыну стать правителем Мелитены. Чтобы обеспечить поддержку сыну, заключала последовательно браки с тремя сельджукскими эмирами, в том числе с Балаком бен Бахрам.
По мнению историков, отцом Айше-хатун был Чака.

## Имя
Бар-Эбрей и Михаил Сириец назвали жену Кылыч-Арслана «второй Иезавелью». В толкованиях и переводах их текстов это имя рассматривали как «Изабелла», откуда делали вывод о её христианском происхождении (Э. Дюлорье в комментариях к труду Бар-Эбрея; Р. Гусейнов в комментариях к переводу Михаила Сирийца). Было высказано предположение, что она была сестрой Раймунда де Сен-Жиль. По мнению турецкого историка М. Йинанча, она была выведена Бар-Эбреем в образе Иезавель, чтобы оскорбить её и «большая ошибка принимать эту аналогию за имя».
В комментариях к переводу Матвея Эдесского профессор М. Х. Йинанч называл жену Кылыч-Арслана Айише-хатун (тур. Ayişe Hatun). Историк И. Демиркент так же называл её Айше-хатун (тур. Ayşe Hatun). Однако оба исследователя не назвали источник.

## Биография

### Ранние годы
Айше-хатун, предположительно, являлась дочерью сельджукского правителя Смирны Чака-бея. В 1092 году Кылыч-Арслан I женился на дочери Чака-бея из политических соображений. Чака тоже пытался укрепить своё положение, когда отдал свою дочь замуж за молодого анатолийского сельджукского султана Кылыч-Арслана.
Однако вскоре муж Айше убил её отца. Император Алексей Комнин написал в письме султану, что Чака «присоединился к Римской империи» против султана. Этим император разбудил в султане подозрения. Когда Чака-бей отправился к султану, тот радушно принял тестя, напоил его и заколол после пира в его честь, когда тот опьянел.

### В плену византийцев
21 октября 1096 года армия Первого крестового похода попала в засаду Кылыч-Арслана у Цивитота. Почти все крестоносцы были уничтожены. Эта победа заставила Кылыч-Арслана переоценить свои силы и недооценить опасность от крестоносцев. Не узнав о количестве и силе новых армий крестоносцев, отправившихся из Европы, он снова послал всю свою армию зимой 1097 года, чтобы захватить Мелитену. Во время осады он получил известие, что крупные отряды крестоносцев перебрались в Анатолию с целью захватить Никею. Кылыч-Арслан немедленно отправился в путь, но смог добраться до Никеи лишь после начала осады города крестоносцами. Кылыч-Арслан атаковал, но его армия потерпела поражение из-за численного превосходства крестоносцев. Когда наступила ночь, султан решил отступить. Защитники Никеи потеряли надежду на помощь. Они передали императору, что сдадут столицу при условии спасения своих жизней. 26 июня 1097 года Никея перешла в руки византийцев. Айше-хатун и детей султана увезли в Константинополь.
В том же году Айше прибыла в Смирну на византийском судне. Она передала по повелению византийского императора правившему в Смирне Галабачу, брату (или сыну) Чаки, что император захватил Никею, а её муж (Кылыч-Арслан) потерпел поражение. Галабач сдал византийцам Смирну и отправился к Кылыч-Арслану вместе с Айше-хатун.

### Последняя кампания Кылыч-Арслана
Кылыч-Арслан I отвоевал Мелитену у Данышмендидов 2 сентября 1106 года и, возможно, передал её в удел сыну Айше, Тогрул-Арслану. В следующем году Айше с сыном и старшим сыном Кылыч-Арслана, Мелик-шахом, сопровождали Кылыч-Арслана в походе против Джавали (Чавли), назначенного сельджукидским султаном Ирака Мухаммедом Тапаром атабеком Мосула и аль-Джазиры. Кылыч-Арслан I вошёл в Мосул 22 марта 1107 года по приглашению жителей, не желавших принимать Джавали своим правителем из-за слухов о его жестокости. Джавали отступил. Кылыч-Арслан I оставил в Мосуле небольшой гарнизон, назначил своим заместителем Мелик-шаха, а одного из своих командиров, эмира Бозмиша, султан назначил атабеком Мелик-шаха.
Султан решил сражаться, но с ним не было всей его армии. Войска, которые он послал на помощь императору Алексею Комнину, сражавшемуся с Боэмундом на Балканах, ещё не вернулись. Не дожидаясь прибытия этих войск, султан принял бой на берегу реки Хабур. 13 июля 1107 года, брошенный частью эмиров, Кылыч-Арслан проиграл. Чтобы не попасть в плен, он на своей лошади бросился в воду реки Хабур, намереваясь перебраться на противоположный берег, но из-за тяжести доспехов утонул вместе с лошадью.

### Бозмыш и Ил-Арслан
После смерти Кылыч-Арслана эмир Бозмыш забрал его маленького сына Тогрула Арслана с женой султана и перевёз их в Мелитену. Мелик-шах был схвачен Джавали и отправлен пленником в Исфахан к султану Мухаммеду Тапару. 
Нет данных о браке Айше и Бозмыша, но К. Каэн писал, что Айше выходила замуж за трёх военачальников, которым она присваивала титул атабека (Бозмыш, Ил-Арслан, Балак). Айше-хатун и эмир Бозмыш объявили Тогрула Арслана султаном в Мелитене. Фактическим правителем была Айше при поддержке Бозмыша. Но через некоторое время между Айше и Бозмышем возникли разногласия. Айше-хатун сговорилась с одним из сельджукских эмиров в Мелитене, Ил-Арсланом. Ил-Арслан убил Бозмыша и женился на Айше-хатун. Но народ был им недоволен. Он награбил много золота и намеревался сбежать с ним. Тогрул Арслан и Айше заключили его в тюрьму, когда он собирался отправиться в Конью, и объявили, что он был казнён для успокоения народа. Продержав его год в тюрьме, Айше отправила его к великому сельджукскому султану Мухаммеду Тапару, чтобы заручиться поддержкой великих сельджуков и узаконить власть своего сына.
Через некоторое время в Мелитену прибыл Мелик-шах. Согласно свидетельству Бар-Эбрея, Мелик-шах сместил Тогрул-Арслана и оставался султаном в Мелитене, пока Месуд не занял трон. Мелик-шах некоторое время оставался в Мелитене, а затем отправился в Конью. После заключения в тюрьму других своих братьев, Месуда и Араба, он был возведён на престол в Конье (1110 г.).

### Балак
Cыновья Кылыч-Арслана «почти беспрестанно сражались между собой», что воодушевило крестоносцев. Боэмунд захватил область Джахан (правобережье Евфрата) и окрестности Мелитены. Айше искала союзника, поскольку на троне утвердился сын Кылыч-Арслана, Масуд, который уже ослепил Мелик-шаха. По словам Михаила Сирийца, в 1113 году Айше отправилась к Балаку, который уже стал известен, и предложила ему стать её мужем.
Якобы, она сказала: «Султан (Кылыч Арслан) много раз хвалил тебя и говорил, что среди всех турецких амиров нет такого умного и могущественного, как Белек. И я хочу, чтобы ты защитил меня и моих детей от твоего имени». Балак женился на Айше и стал покровительствовать ей е её детям. Они вернулись в Мелитену, сместили атабека. Новым атабеком Тогрул-Арслана Балак стал сам. Балак стал надёжной опорой Айше и Тогрул-Арслана, но в 1124 году он погиб при осаде Манбиджа.

### Последние годы
Ослабление их власти привело к активизации действий Данышмендидов, у которых восемнадцать лет назад город отнял Кылыч-Арслан I. Мелик Гази 13 июня 1124 года двинулся на Мелитену со своим зятем, сельджукским султаном Месудом I, и осадил город. Месуд ранее не трогал Тогрул-Арслана, но он хотел помочь своему тестю, при поддержке которого занял сельджукский престол. Гази осаждал город месяц, после чего оставил своего сына Мухаммеда осаждать Мелитену, а сам вернулся в Сивас. Мухаммед продолжал осаду в течение полугода. В городе начался голод, началась эпидемия чумы. В безвыходной ситуации Айше-хатун и Тогрул-Арслан обратились за помощью к крестоносцам. Но они были заняты осадой Алеппо. По описанию Михаила Сирийца, «мать князя, новая Иезавель» приказала бросить в тюрьму пытать состоятельных жителей, намереваясь захватить с собой побольше золота. По словам хрониста, окончание осады было воспринято как то, что «Господь сжалился и обратил лице Своё на остальных христиан». Бар-Эбрей и Михаил Сириец так описывали окончание осады на рассвете 10 декабря:
«На рассвете четвёртого дня недели эта проклятая женщина и её сын вышли, и вошел гази, эмир».
«В ночь на среду турок внезапно охватил страх, Хатун вышла с сыном и со всеми своими турками!»
Айше-хатун и Тогрул-Арслан тайно бежали из города и укрылись в крепости Миншар (Масара) в окрестностях Мелитены (Смбат Спарапет писал, что «жена Клитч Арслана бежала в Мараш к христианам»; Матвей Эдесский: «жена Килидж-Арслана удалилась в Мешар»).
После того, как Айше и Тогрул Арслан покинули Мелитену, люди открыли ворота городских стен и сдали Мелитену Мухаммеду. Ибн аль-Азрак утверждал, что Айше стала женой артукидского правителя Хисн-Кейфа Рюкнуддевле Давуда, на дочери которого был женат Тогрул-Арслан.

## Семья
- отец — Чака-бей[36]
- муж (1092—1107)— Кылыч-Арслан I[36]

- сын — Тогрул-Арслан. Женат на дочери Артукида из Хис-Кейфа Давуда, сына Сукмана
- дочь — Сейиде-хатун. Замужем за Артукидом из Майяфарикина Сулейманом, сыном Иль-Гази.

- муж (1107) — Эмир Бозмыш[19]
- муж — Эмир Ил-Арслан[19]
- муж (1113—1124) — Балак бен Бахрам[19]
- муж — Давуд Артукид[19]